# Hemsworth
Pour les articles homonymes, voir Hemsworth (homonymie).
Hemsworth est une ville de la Cité de Wakefield, dans le Yorkshire de l'Ouest, en Angleterre.

## Histoire
Hemsworth existe au moins depuis 1086, étant recensé dans le Domesday Book sous le nom de Hameleswrde, dans le hundred de Staincross. Il comportait quatre foyers à l'époque.
À partir du XVIIIe siècle, le Gisement houiller du Sud du Yorkshire (en) commence à être exploité à grande échelle. La mine de Hemsworth emploie plusieurs milliers de personnes, jusqu'à sa fermeture en 1969.
En 2011, 13 533 personnes vivaient à Hemsworth.